# 人倫の形而上学の基礎づけ

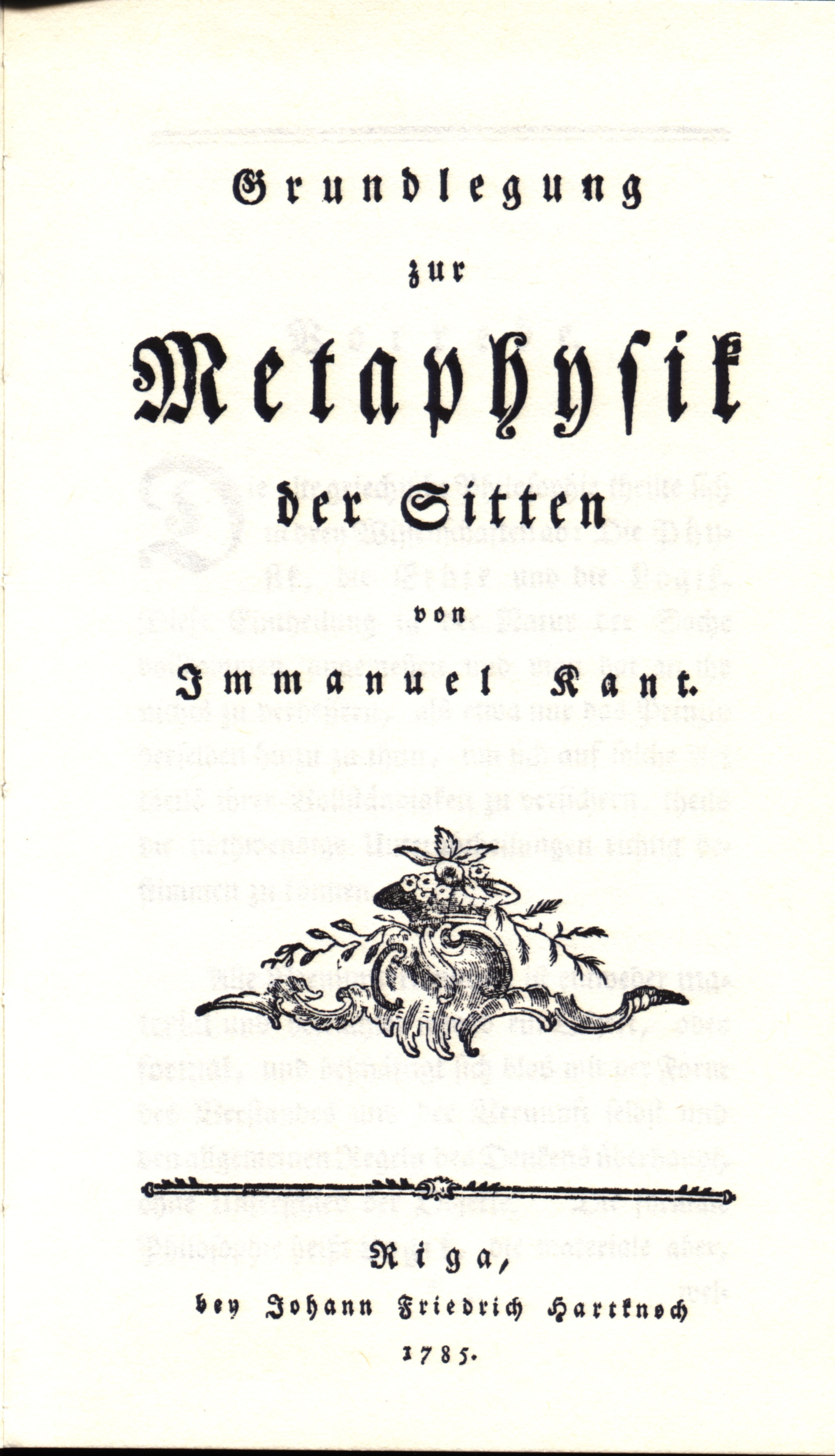

『人倫の形而上学の基礎づけ』（じんりんのけいじじょうがくのきそづけ、独: Grundlegung zur Metaphysik der Sitten）は、1785年に出版されたイマヌエル・カントの倫理学・形而上学に関する著作。
3年後の1788年に出版される『実践理性批判』と共に実践哲学を扱っている。『実践理性批判』や『人倫の形而上学』と並びカント倫理学の主要著書の一つである。『道徳形而上学の基礎づけ』（どうとくけいじじょうがくのきそづけ）、『道徳形而上学原論』（どうとくけいじじょうがくげんろん）等とも。

## 構成
- 序文
- 第1章 - 道徳に関する「普通の理性認識」から、「哲学的な理性認識」への移り行き
- 第2章 - 「通俗的な道徳哲学」から、「道徳形而上学」への移り行き
  - 道徳性の最高原理としての「意志の自律」
  - 道徳性のあらゆる偽の原理の源泉としての「意志の他律」
  - 「他律」を道徳性の根本概念と想定した場合に、この概念から生じうるすべての原理の分類
- 第3章 - 「道徳形而上学」から、「純粋実践理性批判」への移り行き
  - 「自由」の概念は、「意志の自律」を解明する鍵である
  - 「自由」はすべての理性的存在者の「意志の特性」として前提されなければならない
  - 道徳性の諸理念に付帯する関心について
  - 定言的命法はどうして可能か
  - すべての実践哲学の「究極の限界」について
- 結び

## 内容
「基礎づけ」や「原論」のようにこの論考はその後に出版される、人倫の形而上学に先立って検討されるべき事について主に述べられている。
人倫の形而上学においては理性を持っている我々にはどのような行動を取る必要があるのか、について述べられているが基礎づけにおいてはその義務がどのように成り立っているのかについてが書かれている。

## 日本語訳
- 篠田英雄訳 『道徳形而上学原論』 岩波文庫、1976年
- 宇都宮芳明訳・注解 『道徳形而上学の基礎づけ』 以文社、新装版2004年
- 土岐邦夫・野田又夫・観山雪陽訳 『プロレゴーメナ・人倫の形而上学の基礎づけ』 中央公論新社（中公クラシックス）、2005年
- 平田俊博訳 『カント全集7 実践理性批判[3]・人倫の形而上学の基礎づけ』 岩波書店、2000年
- 中山元訳 『道徳形而上学の基礎づけ』 光文社・古典新訳文庫、2012年
- 熊野純彦訳 『実践理性批判　倫理の形而上学の基礎づけ』 作品社、2013年
- 御子柴善之訳 『道徳形而上学の基礎づけ』 人文書院、2022年
- 大橋容一郎訳『道徳形而上学の基礎づけ』 岩波文庫、2024年